# Krána (Réthymnon)
Krána, en grec moderne : Κράνα, est un village du dème de Mylopótamos, en Crète, en Grèce. Selon le recensement de 2011, la population de Krána compte 193 habitants. Il est situé à une altitude de 610 m et à une distance de 45 km de Réthymnon.